# Scopula circumpunctata
Scopula circumpunctata là một loài bướm đêm trong họ Geometridae.